# Łada Łuzina
Łada Łuzina (ukr. Лада Лузіна), właśc. Władysława Kuczerowa (ukr. Владислава Кучерова; ur. 21 października 1972 w Kijowie) – ukraińska powieściopisarka, dziennikarka, poetka, krytyczka teatralna, dramatopisarka i osobowość telewizyjna.      

## Życiorys
Jej rodzice rozwiedli się, gdy miała cztery lata. Jak sama wspomina, wychowywana była przez matkę, którą nazywa „złotą”, ponieważ nigdy niczego jej nie narzucała ani nie zakazywała. „To dzięki jej wychowaniu ukształtowało się we mnie główne życiowe przekonanie: na świecie nie ma rzeczy niemożliwych. Wszystkie zasady i prawa są iluzoryczne” – mówiła Łuzina.
Z czasem przyjęła nazwisko panieńskie matki jako swój pseudonim artystyczny.
Po ukończeniu ósmej klasy rozpoczęła naukę w szkole zawodowej nr 18 o profilu architektonicznym, po czym przez pewien czas pracowała w budownictwie. Następnie studiowała krytykę teatralną na Instytucie Teatralnym w Kijowie. Już od pierwszego roku studiów publikowała swoje artykuły i wiersze w różnych czasopismach.
Po zakończeniu nauki rozpoczęła pracę jako dziennikarka tabloidowa, co przyniosło jej przydomek „skandalicznej dziennikarki”.

## Twórczość
Tworzy głównie literaturę urban fantasy, a akcja jej utworów najczęściej rozgrywa się w Kijowie, gdzie mieszka i pracuje. Karierę pisarską rozpoczęła w 2002, samodzielnie publikując swoją pierwszą książkę pt. Moja Lolita.
Największą popularność przyniosła jej seria Wiedźmy z Kijowa (ros. Ведьмы Киева), którą rozpoczęła w 2005 książką Miecz i krzyż. Cykl łączy elementy kryminału i fantasy, podejmując tematykę tożsamości kulturowej Kijowa jako miasta pogranicza pomiędzy Rosją a Ukrainą.
Początkowo planowano, że trzeci tom serii – Przepis Mistrza – ukaże się jesienią 2011 roku. Na stronie internetowej autorki opublikowano osiem pierwszych rozdziałów, jednak do 2014 roku książka nie została wydana. W zamian w 2011 roku ukazały się trzy inne powieści z serii.
W 2014 ukazała się jej książka wspomnieniową Как я была скандальной журналисткой. Natomiast jej powieść urban fantasy z 2020 Киевские ведьмы. Бесы с Владимирской горки inspirowana była historycznymi epidemiami dżumy i cholery w Kijowie.

## Poglądy
Łuzina uważa, że Ukraina, Białoruś i Rosja mają wspólne korzenie sięgające Rusi Kijowskiej. Rosję określiła jako „córkę Ukrainy”.